# Saint-Laurent-de-Terregatte
Saint-Laurent-de-Terregatte és un municipi francès situat al departament de la Manche i a la regió de Normandia. L'any 2007 tenia 563 habitants.

## Demografia

### Població
El 2007 la població de fet de Saint-Laurent-de-Terregatte era de 563 persones. Hi havia 232 famílies de les quals 64 eren unipersonals (36 homes vivint sols i 28 dones vivint soles), 80 parelles sense fills, 80 parelles amb fills i 8 famílies monoparentals amb fills.
La població ha evolucionat segons el següent gràfic:
Habitants censats

### Habitatges
El 2007 hi havia 325 habitatges, 238 eren l'habitatge principal de la família, 62 eren segones residències i 24 estaven desocupats. 314 eren cases i 10 eren apartaments. Dels 238 habitatges principals, 161 estaven ocupats pels seus propietaris, 76 estaven llogats i ocupats pels llogaters i 1 estava cedit a títol gratuït; 2 tenien una cambra, 10 en tenien dues, 46 en tenien tres, 58 en tenien quatre i 122 en tenien cinc o més. 198 habitatges disposaven pel capbaix d'una plaça de pàrquing. A 110 habitatges hi havia un automòbil i a 115 n'hi havia dos o més.

### Piràmide de població
La piràmide de població per edats i sexe el 2009 era:
| Homes | Edats   | Dones |
| ----- | ------- | ----- |
| 0     | 95 o +  | 0     |
| 0     | 90 a 94 | 4     |
| 4     | 85 a 89 | 0     |
| 0     | 80 a 84 | 0     |
| 32    | 75 a 79 | 24    |
| 8     | 70 a 74 | 20    |
| 12    | 65 a 69 | 36    |
| 16    | 60 a 64 | 4     |
| 4     | 55 a 59 | 4     |
| 16    | 50 a 54 | 12    |
| 28    | 45 a 49 | 20    |
| 20    | 40 a 44 | 24    |
| 24    | 35 a 39 | 20    |
| 12    | 30 a 34 | 16    |
| 16    | 25 a 29 | 16    |
| 20    | 20 a 24 | 4     |
| 24    | 15 a 19 | 12    |
| 24    | 10 a 14 | 12    |
| 12    | 5 a 9   | 8     |
| 36    | 0 a 4   | 8     |

## Economia
El 2007 la població en edat de treballar era de 328 persones, 255 eren actives i 73 eren inactives. De les 255 persones actives 242 estaven ocupades (136 homes i 106 dones) i 13 estaven aturades (5 homes i 8 dones). De les 73 persones inactives 38 estaven jubilades, 20 estaven estudiant i 15 estaven classificades com a «altres inactius».

### Ingressos
El 2009 a Saint-Laurent-de-Terregatte hi havia 237 unitats fiscals que integraven 585,5 persones, la mediana anual d'ingressos fiscals per persona era de 14.783 €.

### Activitats econòmiques
Dels 12 establiments que hi havia el 2007, 1 era d'una empresa alimentària, 5 d'empreses de construcció, 2 d'empreses de comerç i reparació d'automòbils, 2 d'empreses d'hostatgeria i restauració i 2 d'empreses de serveis.
Dels 6 establiments de servei als particulars que hi havia el 2009, 1 era un paleta, 3 guixaires pintors, 1 fusteria i 1 restaurant.
Dels 2 establiments comercials que hi havia el 2009, 1 era una botiga de menys de 120 m² i 1 una fleca.
L'any 2000 a Saint-Laurent-de-Terregatte hi havia 66 explotacions agrícoles que ocupaven un total de 1.326 hectàrees.

## Equipaments sanitaris i escolars
El 2009 hi havia una escola elemental integrada dins d'un grup escolar amb les comunes properes formant una escola dispersa.

## Poblacions més properes
El següent diagrama mostra les poblacions més properes.